# Tribunal de Contas do Estado da Paraíba
O Tribunal de Contas do Estado da Paraíba localizado na capital brasileira de João Pessoa, no estado da Paraíba, sua principal função é fiscalizar o uso de recursos públicos do estado e municípios que o compõem. Seu objetivo é assegurar que os recursos públicos sejam bem aplicados e evitar irregularidades como fraudes, desvios, desperdício e atos de corrupção.